# Kim Jae-hwan (ca sĩ)
Kim Jae-hwan (Hangul: 김재환, Hanja: 金在奐, Hán-Việt: Kim Tại Hoán, sinh ngày 27 tháng 5 năm 1996) là một nam ca sĩ người Hàn Quốc trực thuộc công ty Swing Entertainment. Jaehwan trở thành thành viên của nhóm nhạc nam dự án Wanna One sau khi giành được vị trí thứ 4 trong đêm chung kết Produce 101 Mùa 2, một chương trình truyền hình thực tế sống còn của kênh truyền hình Mnet. Wanna One gồm 11 thành viên và sẽ hoạt động cùng nhau trong vòng 1 năm 6 tháng. Sau khi hoàn thành 1 năm 6 tháng hoạt động, quảng bá cùng Wanna One, Jaehwan chính thức ra mắt với vai trò là nghệ sĩ solo vào ngày 20 tháng 5 năm 2019 với mini-album Another.

## Học vấn
| Năm         | Trường học                      | Khoa                                         | Ghi chú       |
| 2003 –2008  | Trường Tiểu học Seoul Junggok   | ―                                            | Đã tốt nghiệp |
| 2009 – 2011 | Trường Trung học Cơ sở SamJeong | ―                                            | Đã tốt nghiệp |
| 2012 – 2014 | Trường Trung học Gonghang       | ―                                            | Đã tốt nghiệp |
| 2016 – nay  | Trường Đại học Howon            | Khoa Chuyên về Thanh nhạc, Âm nhạc thực hành |               |

## Tiểu sử
Kim Jae-hwan sinh ngày 27 tháng 5 năm 1996 tại Gwangyang, Jeolla Nam, Hàn Quốc. Jaehwan là con một của một gia đình bình thường và từng học khoa Chuyên về Thanh nhạc, Âm nhạc thực hành tại Trường Đại học Howon.

## Sự nghiệp

### 2012 – 2016: Trước khi ra mắt
Trước khi tham gia chương trình Produce 101 Mùa 2, Jaehwan đã tham gia chương trình Korea’s Got Talent 2 vào năm 2012. Jaehwan khi đó chỉ dừng lại ở vòng loại Daegu nhưng lại được giám khảo Kim Gura đặc biệt đề nghị diễn lại tại vòng loại Seoul và ở đó, Jaehwan đã qua vòng loại rồi vào đến vòng bán kết.
Jaehwan từng hoạt động trong ban nhạc Sherlock (gồm 4 thành viên, thuộc công ty Music Works) từ khoảng tháng 10 năm 2014, Jaehwan đảm nhiệm vị trí hát chính và guitarist. Tuy nhiên, Shelrock đã tan rã vào tháng 8 năm 2015 với lý do khác biệt về phong cách âm nhạc giữa các thành viên.
Năm 2016, Jaehwan tham gia chương trình âm nhạc God's Voice của đài SBS, là người chiến thắng đầu tiên và dừng lại ở vòng 2.

### 2017 – 2018:Produce 101 Mùa 2 và Wanna One
Năm 2017, Jaehwan tham gia Produce 101 Mùa 2 với tư cách là một thực tập sinh tự do. Trải qua 11 tập phát sóng, Jaehwan đạt hạng 4 chung cuộc với 1,051,735 phiếu bầu và trở thành thành viên của nhóm nhạc nam dự án Wanna One được quản lý bởi công ty Swing Entertainment. Nhóm gồm có 11 thành viên và sẽ hoạt động cùng nhau trong vòng 1 năm 6 tháng.

#### Thứ hạng trong Produce 101 Mùa 2
| Tập      | 1  | 2  | 3  | 5                  | 6 | 8                   | 10                 | 11 (Tập cuối)       |
| Thứ hạng | 27 | 18 | 18 | 16 (569,969 phiếu) | 7 | 9 (1,822,842 phiếu) | 13 (259,776 phiếu) | 4 (1,051,735 phiếu) |

### 2019 - nay: Hoạt động solo
Kể từ ngày 1 tháng 1, Jaehwan đã thành thực tập sinh của Stone Music Entertainment và sẽ ra mắt solo dưới trướng Swing Entertainment (công ty con của Stone Music, công ty quản lý của Wanna One).
Ngày 9 tháng 1, Swing công bố ba màu sắc đại diện chính thức của Jaehwan là      Màu xanh dương (Pantone 7702C) - đại diện cho tiếng hát của Jaehwan, mang đến sự thoải mái và niềm vui cho mọi người.      Màu tím (Pantone 270C) - đại diện cho WIN:D, mang đến sự hòa hợp, đồng hành cùng hạnh phúc với Jaehwan và      Màu xanh mint (Pantone 7464C) - đại diện cho âm nhạc, kết nối Jaehwan với người hâm mộ.
Ngày 3 tháng 2, Swing công bố tên fandom chính thức của Jaehwan là WIN:D (윈드), có thể hiểu đây là từ "WIND/WINDY", nghĩa là "ngọn gió" hoặc nghĩa thứ hai là từ ghép của từ "WIN" (chiến thắng) và biểu tượng mặt cười (:D). Dù hiểu theo nghĩa nào, Jaehwan cũng muốn nhấn mạng rằng người hâm mộ có ý nghĩa lớn lao trong sự nghiệp của mình.
Ngày 27 tháng 4, Jaehwan đại diện ném bóng mở màn cho trận đấu bóng chày của đội Doosan Bears.
Ngày 20 tháng 5, Jaehwan chính thức ra mắt solo với mini-album đầu tay "Another" và bài hát chủ đề "Begin Again". Album bao gồm 6 bài hát và đều có sự tham gia sáng tác, viết lời của Jaehwan. Đặc biệt, bài hát chủ đề mang tên "Begin Again" là một ca khúc được đồng sáng tác bởi Jaehwan và tiền bối Im Changjung, một nam ca sĩ gạo cội và là "quái vật nhạc số" đình đám của Hàn Quốc. "Begin Again" là một bản Pop/Ballad pha trộn chút R&B với giai điệu da diết và sâu lắng. Phần MV được thực hiện với nhiều bối cảnh, đặc biệt có sự tham gia diễn xuất của nữ diễn viên nổi tiếng Kim Yoojung.
"Begin Again" đưa Jaehwan tiến vào top 100 của 7 trang nhạc số lớn ở Hàn Quốc, lọt top 20 Melon và đạt no.1 trên BXH thời gian thực của Mnet và Naver. "Another" sau ngày đầu mở bán ghi nhận doanh số bán ra là 50.217 bản, sau tuần đầu là 93.345 bản, giúp "Another" lọt top 10 album bán chạy nhất tuần đầu tiên với nghệ sĩ solo trên Hanteo ở vị trí thứ 7. Trên Gaon, "Another" dẫn đầu bảng xếp hạng album Gaon tuần 21 năm 2019 với tổng 74.039 bản. Theo Gaon, "Another" giữ vị trí album bán chạy nhất trong những ngày 20, 21, 22 và 25 tháng 5.
Ngày 28 tháng 5, Jaehwan xuất sắc có được 1st win đầu tiên trong sự nghiệp solo của mình trên The Show với 9376 điểm và chỉ mất 8 ngày kể từ khi debut để đạt được thành tích này.
Ngày 23 tháng 10, Jaehwan công bố Offcial Fanlight
Ngày 12 tháng 12, Jaehwan comeback với 2nd mini album "Moment" cùng bài hát chủ đề The time I need.
Ngày 14-15 tháng 12, Jaehwan tổ chức solo concert <ILLUSION, 煥想> đầu tiên trong sự nghiệp của mình tại Seoul, ngoài ra còn có 2 khách mời là Ha Sung Woon và Park Jihoon đến để ủng hộ anh.
Ngày 1 tháng 2, Jaehwan tiếp tục tổ chức solo concert <ILLUSION> tại Busan đồng thời cũng được phát sóng trực tiếp thông qua Olleh TV và Seezn có trả phí, ca sĩ - nhạc sĩ Aivan sẽ tham gia với tư cách khách mời và sẽ trình bày loạt hit của Wanna One như Energetic, Beautiful, Spring Breeze và I Promise You ,ngoài ra CIX Bae Jinyoung cũng đến để ủng hộ anh
Ngày 2 tháng 2, Jaehwan sẽ hợp tác với nhà sản xuất nhạc Jung Key phát hành single mới 'Goodbye' 
Ngày 10 tháng 4, Jaehwan collab với MC Mong thông qua bài hát mới COLD(봄 같던 그녀가 춥대), số tiền thu được từ bài hát sẽ được mang đi quyên góp.

## Danh sách đĩa nhạc

### Sáng tác
| Năm  | Album     | Bài hát                                            | Phần     | Phần                                              | Phần      | Phần                                              | Phần     | Phần             |
| Năm  | Album     | Bài hát                                            | Viết lời | Cùng với                                          | Soạn nhạc | Cùng với                                          | Cải biên | Cùng với         |
| 2019 | "ANOTHER" | 그렇게 널 (Love You Still)                         | Yes      | Yongjin                                           | Yes       | Yongjin                                           | No       | –                |
| 2019 | "ANOTHER" | My Star                                            | Yes      | Lee Joohyung (MonoTree), Son Goeun (MonoTree)     | Yes       | Lee Joohyung (MonoTree), NOPARI (MonoTree)        | No       | –                |
| 2019 | "ANOTHER" | 안녕하세요 (Begin Again)                           | No       | –                                                 | Yes       | Im Changjung, Wild Boar                           | No       | –                |
| 2019 | "ANOTHER" | Blow Me                                            | No       | –                                                 | Yes       | Famous Bro, HYMAX                                 | No       | –                |
| 2019 | "ANOTHER" | 디자이너 (Designer)                                | Yes      | Lee Joohyung (MonoTree), GDLO (MonoTree), Yongjin | Yes       | Lee Joohyung (MonoTree), GDLO (MonoTree)          | No       | –                |
| 2019 | "ANOTHER" | 랄라 (Melodrama)                                   | Yes      | Lee Joohyung (MonoTree)                           | Yes       | Lee Joohyung (MonoTree), Yoon Jongsung (MonoTree) | No       | –                |
| 2019 | "MOMENT"  | 시간이 필요해 (The Time I Need)                    | Yes      | Duble Sidekick, Justice, TIME, GRVVITY, White99   | Yes       | Justice, White99                                  | No       | –                |
| 2019 | "MOMENT"  | After Party                                        | Yes      | Justice, White99                                  | Yes       | Justice, White99                                  | Yes      | Justice, White99 |
| 2019 | "MOMENT"  | 누나 (NUNA)                                        | No       | –                                                 | Yes       | Seo Wonjin, Kim Jisun, White99                    | No       | –                |
| 2019 | "MOMENT"  | Who Am I                                           | Yes      | JQ, Lee Jihye, JoA (makeumine works)              | Yes       | Yoon Jongsung (MonoTree)                          | No       | –                |
| 2019 | "MOMENT"  | 파라다이스 (Paradise) (feat. Park Woojin of AB6IX) | Yes      | Justice, White99, Woojin (AB6IX)                  | Yes       | GRVVITY, TIME, Justice, White99                   | No       | –                |
| 2019 | "MOMENT"  | Zzz                                                | Yes      | Justice, White99                                  | Yes       | GRVVITY, TIME, Justice, White99                   | No       | –                |

### Mini-album
| Tên     | Chi tiết | Danh sách bài hát | Thứ hạng cao nhất | Doanh số       |
| Tên     | Chi tiết | Danh sách bài hát | KOR               | Doanh số       |
| Another | - Phát hành: Ngày 22 tháng 5 năm 2019 - Hãng đĩa: Genie Music, Stone Music Entertainment - Định dạng: CD, Tải nhạc số  | Danh sách 1. 그렇게 널 2. My Star 3. 안녕하세요 (Begin Again) 4. Blow Me 5. 디자이너 (Designer) 6. 랄라 (Melodrama)                  | 2                 | - KOR: 104,256 |
| Moment  | - Phát hành: Ngày 12 tháng 12 năm 2019 - Hãng đĩa: Genie Music, Stone Music Entertainment - Định dạng: CD, Tải nhạc số | Danh sách 1. 시간이필요해 (The Time I Need) 2. After Party 3. 누나(NUNA) 4. Who Am I 5. Paradise (Feat. Park Woojin of AB6IX) 6. Zzz | 2                 | - KOR: 66.228  |

### Đĩa đơn (Singles)
| Tên                       | Năm  | Thứ hạng cao nhất | Album                           |
| Tên                       | Năm  | KOR               | Album                           |
| Hát chính                 |      |                   |                                 |
| "Begin Again"             | 2019 | 31                | Another                         |
| ''The Time I Need''       | 2019 | 107               | Moment                          |
| Goodbye                   | 2020 |                   |                                 |
| COLD(봄 같던 그녀가 춥대) | 2020 |                   |                                 |
| Nhạc phim                 |      |                   |                                 |
| "Black Sky"               | 2019 | TBA               | Chief of Staff OST Part 2       |
| If I was                  | 2019 |                   | Vagabond OST Part 9             |
| One Day                   | 2020 |                   | Crash Landing On You OST Part 5 |

### Các bài hát lọt vào bảng xếp hạng khác
| Tên                          | Năm  | Thứ hạng cao nhất | Album   |
| Tên                          | Năm  | KOR               | Album   |
| "Love You Still" (그렇게 널) | 2019 | 148               | Another |
| "My Star"                    | 2019 | 193               | Another |

## Các hoạt động khác

### Chương trình truyền hình
| Năm                      | Kênh            | Tên chương trình                                  | Tập                | Chú thích                                                                                    |
| Trước khi ra mắt         |                 |                                                   |                    |                                                                                              |
| 2012                     | TvN             | Korea's Got Talent 2                              | ―                  | Thí sinh tham gia đến vòng bán kết                                                           |
| 2016                     | SBS             | God's voice                                       | ―                  | Thí sinh tham gia đến vòng 2                                                                 |
| Thành viên của Wanna One |                 |                                                   |                    |                                                                                              |
| 2017                     | MBC Every1      | Weekly Idol                                       | Tập 315, 316       | Cả nhóm                                                                                      |
| 2017                     | TvN             | SNL Korea 9                                       | Tập 194, 195       | Cả nhóm                                                                                      |
| 2017                     | MBC             | Idol Men                                          | ―                  | Cả nhóm                                                                                      |
| 2017                     | KBS2            | Immortal Songs: Singing the Legend - Summer Story | Tập 318            | Cả nhóm                                                                                      |
| 2017                     | MBC             | Infinite Challenge                                | Tập 544            | Cả nhóm                                                                                      |
| 2017                     | MBC             | Section TV Entertainment Communication            | ―                  | Cả nhóm                                                                                      |
| 2017                     | Mwave           | MEET&GREET                                        | ―                  | Cả nhóm                                                                                      |
| 2017                     | MBC             | Oppa Thinking                                     | Tập 16             | Tham gia cùng Minhyun, Daniel, Jihoon, Daehwi                                                |
| 2017                     | Channel A       | A Man Who Feeds the Dog                           | ―                  | Cả nhóm                                                                                      |
| 2017                     | SBS             | One Night of TV Entertainment                     | ―                  | Cả nhóm                                                                                      |
| 2017                     | KBS2            | Immortal Songs: Singing the Legend                | Tập 322, 323       | Khách mời                                                                                    |
| 2017                     | KBS1            | Open Concert                                      | ―                  | Cả nhóm                                                                                      |
| 2017                     | KBS2            | Immortal Songs: Singing the Legend                | Tập 330            | Chiến thắng ở vòng 1 và 2 với 423 bình chọn                                                  |
| 2018                     | Olleh TV        | Amigo TV Season 2                                 | ―                  | Tham gia cùng Jisung, Sungwoon, Minhyun, Seongwoo, Jihoon, Woojin, Jinyoung, Daehwi, Kuanlin |
| 2018                     | KBS2            | Happy Together 3                                  | Tập 521, 522       | Tham gia cùng Minhyun, Daniel, Jinyoung                                                      |
| 2018                     | MBC             | Living Together In Empty Room                     | Tập 25 - 29        | Tham gia cùng Seongwoo, Daniel                                                               |
| 2018                     | Mnet            | I Can See Your Voice 5                            | Tập 3              | Cả nhóm                                                                                      |
| 2018                     | JTBC            | Two Yoo Project Sugar Man                         | Tập 9              | Cả nhóm                                                                                      |
| 2018                     | KBS2            | Hello Counselor                                   | Tập 360            | Tham gia cùng Minhyun, Seongwoo                                                              |
| 2018                     | KBS2            | Happy Together 3                                  | Tập 531, 532       | Tham gia cùng Minhyun, Daniel, Jinyoung                                                      |
| 2018                     | MBC             | Section TV Entertainment Communication            | ―                  | Cả nhóm                                                                                      |
| 2018                     | KBS2            | School Attack                                     | ―                  | Cả nhóm                                                                                      |
| 2018                     | JTBC            | Knowing Brothers                                  | Tập 122            | Cả nhóm                                                                                      |
| 2018                     | KBS2            | Documentary Three Days                            | ―                  | Cả nhóm                                                                                      |
| 2018                     | MBC             | King of Mask Singer                               | ―                  | Thí sinh                                                                                     |
| 2018                     | MBC             | New Life For Children Radio                       | ―                  | Cả nhóm. Jihoon là người dẫn truyện                                                          |
| 2018                     | JTBC            | Idol Room                                         | Tập 1              | Cả nhóm                                                                                      |
| 2018                     | MBC             | Unexpected Q                                      | Tập 3              | Khách mời                                                                                    |
| 2018                     | KBS1            | Open Concert                                      | ―                  | Cả nhóm                                                                                      |
| 2018                     | Mnet            | Produce 48                                        | Tập 12 (chung kết) | Khách mời cùng 6 thành viên của I.O.I                                                        |
| 2018                     | KBS2            | Documentary Three Days                            | ―                  | Cả nhóm                                                                                      |
| 2018                     | Mnet            | The Kkondae Live                                  | ―                  | Tham gia cùng Jisung, Sungwoon, Daehwi                                                       |
| 2018                     | KBS2            | Happy Together 4                                  | Tập 6              | Cả nhóm                                                                                      |
| 2018                     | KBS2            | Celebrity Relay                                   | ―                  | Cả nhóm                                                                                      |
| 2018                     | Olleh TV        | Amigo TV Season 4                                 | ―                  | Cả nhóm                                                                                      |
| 2018                     | JTBC            | Knowing Brothers                                  | Tập 156            | Cả nhóm                                                                                      |
| 2018                     | JTBC            | Idol Room                                         | Tập 33             | Cả nhóm                                                                                      |
| Nghệ sĩ solo             |                 |                                                   |                    |                                                                                              |
| 2019                     | KBS2            | Immortal Songs: Singing the Legend 2              | Tập 400            | Chiến thắng ở cả ba vòng và là người chiến thắng chung cuộc với 741 bình chọn                |
| 2019                     | KBS2            | Immortal Songs: Singing the Legend 2              | Tập 402            | Song ca cùng tiền bối Chungha                                                                |
| 2019                     | MBC             | Where is My Home                                  | Tập 7, 8           | ―                                                                                            |
| 2019                     | MBC             | Section TV Entertainment Communication            | ―                  | ―                                                                                            |
| 2019                     | KBS2            | Hello Counselor                                   | Tập 414            | ―                                                                                            |
| 2019                     | KBS2            | Yoo Hee-yeol's Sketchbook                         | Tập 446            | ―                                                                                            |
| 2019                     | Mwave           | MEET&GREET                                        | ―                  | ―                                                                                            |
| 2019                     | MBC             | Where is My Home                                  | Tập 13             | ―                                                                                            |
| 2019                     | Mnet            | TMI News                                          | Tập 7              | ―                                                                                            |
| 2020                     | SBS Fil SBS MTV | Mingarlaba, My Music Teacher                      | _                  | __                                                                                           |
| 2020                     | KBS2            | New Beginning Fly Shot Doori                      | Tập 6              |                                                                                              |

### Chương trình thực tế
| Năm                      | Kênh        | Tên chương trình                         | Số tập |
| Trước khi ra mắt         |             |                                          |        |
| 2017                     | Mnet        | Produce 101 Mùa 2                        | 11     |
| Thành viên của Wanna One |             |                                          |        |
| 2017                     | Mnet        | Wanna One GO                             | 2      |
| 2017                     | SBS Mobidic | Wanna City                               | 4      |
| 2017                     | Mnet        | Wanna One GO: ZERO BASE                  | 8      |
| 2017                     | Mnet        | WANNA ONE COMEBACK (Nothing Without You) | 1      |
| 2018                     | Mnet        | WANNA ONE COMEBACK (I Promise You)       | 1      |
| 2018                     | Mnet        | Wanna One GO In Jeju                     | 3      |
| 2018                     | Mnet        | Wanna One GO: X-CON                      | 5      |
| 2018                     | Olleh TV    | Wanna Travel                             | 12     |
| 2018                     | V Live      | LieV                                     | 1      |
| 2018                     | V Live      | Star Road                                | 24     |
| 2018                     | Mnet        | WANNA ONE COMEBACK (Power Of Destiny)    | 1      |
| 2018                     | Olleh TV    | Wanna Travel Season 2                    | 9      |
| 2020                     | SBS         | Law of The Jungle tại Palawan            | 1      |

### Quảng cáo (CF)
| Năm                      | Sản phẩm                                  | Công ty                  | Nhãn hiệu                     | Ghi chú |
| Thành viên của Wanna One |                                           |                          |                               | |
| 2017                     | Quần áo (thể thao)                        | E-Land Group             | K-Swiss                       | Cả nhóm. Hợp tác cùng Park Bogum                                                                                 |
| 2017                     | Đồ uống có cồn                            | Hite Jinro               | Hite Extra Cold               | Tham gia cùng Jisung, Sungwoon, Minhyun, Seongwu và Daniel. Hợp tác cùng Daniel Henney                           |
| 2017                     | Ứng dụng điện thoại                       | Naver                    | Snow                          | Cả nhóm |
| 2017                     | Dịch vụ thanh toán                        | Samsung                  | Samsung Pay                   | Cả nhóm |
| 2017                     | Nước giải khát (cà phê)                   | KOREA YAKULT             | Cold Brew Coffee              | Cả nhóm |
| 2017                     | Quần áo                                   | K2 Korea                 | Eider                         | Cả nhóm |
| 2017                     | Máy sưởi ấm tay                           | Wov Korea                | Wov Korea                     | Cả nhóm |
| 2017-2018                | Trò chơi trên điện thoại                  | SmileGate                | The Musician                  | Cả nhóm |
| 2017-2018                | Mỹ phẩm                                   | AmorePacific             | Innisfree                     | Cả nhóm. Người mẫu online                                                                                        |
| 2017-2018                | Quần áo (đồng phục)                       | IVYclub                  | IVYclub                       | Cả nhóm |
| 2017-2018                | Thức ăn (kẹo)                             | Lotte Confectionery      | Yo-Hi, Sô cô la Lactobacillus | Cả nhóm |
| 2017-2018                | Nước giải khát có gas                     | Lotte Confectionery      | Millkis Yo-Hi Water           | Cả nhóm |
| 2017-2018                | Thức ăn (gà rán)                          | Mexicana                 | Mexicana Chicken              | Cả nhóm |
| 2017-2018                | Kính áp tròng                             | CLAIRE'S KOREA           | LENS NINE                     | Cả nhóm |
| 2017-2018                | Mỹ phẩm (nước hoa)                        | CEO International        | CLEAN                         | Cả nhóm |
| 2017-2018                | Chuỗi cửa hàng đồ ăn nhanh                | Lotteria                 | Lotteria                      | Cả nhóm |
| 2017-2018                | Tai nghe                                  | Mobifren                 | Mobifren                      | Cả nhóm |
| 2017-2018                | Thức ăn (sô cô la)                        | Lotte Confectionery      | Ghana Airlight                | Cả nhóm |
| 2018                     | Quần áo (giày/túi)                        | K2 Korea                 | Eider                         | Cả nhóm |
| 2018                     | Nền tảng ứng dụng di động tổng hợp        | Shinhan Bank             | Shinhan Bank Super App        | Cả nhóm |
| 2018                     | Chăm sóc răng miệng                       | AmorePacific             | Pleasia                       | Cả nhóm |
| 2018                     | Đồ uống (vitamin)                         | Kwangdong Pharmaceutical | Vita500                       | Cả nhóm |
| 2018                     | Nền tảng ứng dụng di động tổng hợp        | Gmarket                  | Gmarket App                   | Cả nhóm |
| 2018                     | Quần áo (thể thao)                        | Reebok Korea             | Reebok                        | Cả nhóm |
| 2018                     | Quần áo                                   | CJ O Shopping            | Ce.&                          | Tham gia cùng Jisung, Sungwoon, Minhyun, Seongwu, Jihoon, Woojin, Jinyoung, Daehwi và Kuanlin. Quảng cáo T-shirt |
| 2018                     | Thức ăn (kem)                             | Binggrae                 | Binggrae Supercone            | Cả nhóm |
| 2018                     | Nền tảng ứng dụng di động tổng hợp        | Netmarble                | MODOO MARBLE                  | Cả nhóm. Quảng cáo game                                                                                          |
| Nghệ sĩ solo             |                                           |                          |                               | |
| 2019                     | Mỹ phẩm (Essence, Cream & Foam Cleansing) | 4EVER&J LAB              | Liz4EVER                      | Người mẫu đại diện                                                                                               |

### Người mẫu tạp chí
| Năm                      | Tên tạp chí           | Số phát hành       | Ghi chú                                  |
| Thành viên của Wanna One |                       |                    |                                          |
| 2017                     | 1st Look              | Tháng 7 (Vol.137)  | Cả nhóm                                  |
| 2017                     | CéCi Another Choice   | Tháng 8            | Cả nhóm                                  |
| 2017                     | Singles               | Tháng 8            | Cả nhóm                                  |
| 2017                     | Asta TV               | Tháng 8            | Cả nhóm                                  |
| 2017                     | Weekly DongA          | Tháng 9 (Vol.1106) | Xuất hiện cùng Woojin, Jinyoung, Kuanlin |
| 2017                     | CéCi Another Choice   | Tháng 10           | Cả nhóm                                  |
| 2017                     | @star1                | Tháng 11 (Vol.68)  | Cả nhóm                                  |
| 2017                     | GQ Korea              | Tháng 11           | Cả nhóm                                  |
| 2018                     | High Cut              | Tháng 2 (Vol.216)  | Cả nhóm                                  |
| 2018                     | @star1                | Tháng 4 (Vol.73)   | Cả nhóm                                  |
| 2018                     | 1st Look              | Tháng 9 (Vol.162)  | Cả nhóm                                  |
| 2018                     | Dicon                 | Tháng 12 (Vol.4)   | Cả nhóm                                  |
| Nghệ sĩ solo             |                       |                    |                                          |
| 2019                     | Allure Korea          | Tháng 3            | ―                                        |
| 2019                     | The Star              | Tháng 4            | ―                                        |
| 2019                     | @star1                | Tháng 9 (Vol.90)   | Người mẫu trang bìa                      |
| 2020                     | haru*hana             | Tháng 3            | __                                       |
| 2020                     | Harper's Bazaar Korea | Tháng 3            | __                                       |
| 2020                     | Streetfoot            | Tháng 5 (Vol.154)  |                                          |

### Radio
| Năm                      | Kênh                         | Tên chương trình                      | Ngày        | Chú thích                                                                  |
| Thành viên của Wanna One |                              |                                       |             |                                                                            |
| 2017                     | KBS Cool FM                  | Park Myung-soo's Radio Show           | 24 tháng 8  | Cả nhóm                                                                    |
| 2017                     | Lee Hong-ki's Kiss the Radio | 28 tháng 8                            |             | Cả nhóm                                                                    |
| 2017                     | SBS Power FM                 | Choi Hwa-jung's Power Time            | 29 tháng 8  | Cả nhóm                                                                    |
| 2017                     | SBS Power FM                 | NCT's Night Night!                    | 21 tháng 11 | Tham gia cùng Sungwoon, Minhyun, Woojin                                    |
| 2018                     | MBC Standard FM              | Lee Yoon-suk, Choi Hee's Good Weekend | 3 tháng 3   | Tham gia cùng Jisung, Sungwoon, Minhyun, Woojin, Jinyoung, Daehwi, Kuanlin |
| 2018                     | SBS Power FM                 | Two O'clock Escape Cultwo Show        | 6 tháng 6   | Tham gia cùng Jisung, Sungwoon, Minhyun, Daniel, Woojin                    |
| Nghệ sĩ solo             |                              |                                       |             |                                                                            |
| 2019                     | KBS Cool FM                  | Park Won Kiss Radio                   | 20 tháng 5  | ㅡ                                                                         |

### Video âm nhạc
| Năm                      | Tên video âm nhạc            | Ngày phát hành | Album                       |
| Thành viên của Wanna One |                              |                |                             |
| 2017                     | ENERGETIC                    | 7 tháng 8      | 1X1=1 (To Be One)           |
| 2017                     | BURN IT UP (Extended Ver.)   | 10 tháng 8     | 1X1=1 (To Be One)           |
| 2017                     | BEAUTIFUL (Movie ver.)       | 13 tháng 11    | 1-1=0 (Nothing Without You) |
| 2017                     | BEAUTIFUL (Performance ver.) | 20 tháng 11    | 1-1=0 (Nothing Without You) |
| 2018                     | I.P.U (Special Theme Track)  | 5 tháng 3      | 0+1=1 (I Promise You)       |
| 2018                     | BOOMERANG                    | 19 tháng 3     | 0+1=1 (I Promise You)       |
| 2018                     | LIGHT                        | 4 tháng 6      | 1÷x=1 (Undivided)           |
| 2018                     | SPRING BREEZE                | 19 tháng 11    | 1¹¹=1 (Power of Destiny)    |
| Nghệ sĩ solo             |                              |                |                             |
| 2019                     | BEGIN AGAIN (안녕하세요)     | 20 tháng 5     | Another                     |
| 2019                     | ''The Time I Need''          | 13 tháng 12    | Moment                      |
| 2020                     | 안녕(Goodbye)                | 2 tháng 2      | –                           |

### Xuất hiện trong video âm nhạc
| Năm  | Tên video âm nhạc | Ngày phát hành | Nghệ sĩ  |
| 2017 | FREEZE            | 22 tháng 8     | Momoland |

### Sự kiện thời trang
| Năm  | Tên                                       | Ngày       | Thành phố | Quốc gia |
| 2019 | Attended London Fashion Week 'IZZUE' Show | 19 tháng 2 | Luân Đôn  | Anh      |

## Concert và Tour / Fanmeeting

### Concert và Tour
| Năm                      | Tên                                           | Ngày        | Thành phố            | Quốc gia    | Địa điểm                                               |
| Thành viên của Wanna One |                                               |             |                      |             |                                                        |
| 2017                     | Wanna One Premier Show-Con Debut              | 7 tháng 8   | Seoul                | Hàn Quốc    | Gocheok Sky Dome                                       |
| 2017                     | Wanna One Premier Fan-Con                     | 15 tháng 12 | Seoul                | Hàn Quốc    | SK Olympic Handball Gymnasium                          |
| 2017                     | Wanna One Premier Fan-Con                     | 16 tháng 12 | Seoul                | Hàn Quốc    | SK Olympic Handball Gymnasium                          |
| 2017                     | Wanna One Premier Fan-Con                     | 17 tháng 12 | Seoul                | Hàn Quốc    | SK Olympic Handball Gymnasium                          |
| 2017                     | Wanna One Premier Fan-Con                     | 23 tháng 12 | Busan                | Hàn Quốc    | BEXCO                                                  |
| 2017                     | Wanna One Premier Fan-Con                     | 24 tháng 12 | Busan                | Hàn Quốc    | BEXCO                                                  |
| 2018                     | Wanna One World Tour - 'One: The World'       | 1 tháng 6   | Seoul                | Hàn Quốc    | Gocheok Sky Dome                                       |
| 2018                     | Wanna One World Tour - 'One: The World'       | 2 tháng 6   | Seoul                | Hàn Quốc    | Gocheok Sky Dome                                       |
| 2018                     | Wanna One World Tour - 'One: The World'       | 3 tháng 6   | Seoul                | Hàn Quốc    | Gocheok Sky Dome                                       |
| 2018                     | Wanna One World Tour - 'One: The World'       | 21 tháng 6  | San Jose, California | Hoa Kỳ      | Event Center Arena                                     |
| 2018                     | Wanna One World Tour - 'One: The World'       | 26 tháng 6  | Dallas               | Hoa Kỳ      | Trung tâm Hội nghị Fort Worth                          |
| 2018                     | Wanna One World Tour - 'One: The World'       | 29 tháng 6  | Chicago              | Hoa Kỳ      | Allstate Arena                                         |
| 2018                     | Wanna One World Tour - 'One: The World'       | 2 tháng 7   | Atlanta              | Hoa Kỳ      | Infinite Energy Arena                                  |
| 2018                     | Wanna One World Tour - 'One: The World'       | 10 tháng 7  | Chiba                | Nhật Bản    | Makuhari Messe                                         |
| 2018                     | Wanna One World Tour - 'One: The World'       | 11 tháng 7  | Chiba                | Nhật Bản    | Makuhari Messe                                         |
| 2018                     | Wanna One World Tour - 'One: The World'       | 13 tháng 7  | Singapore            | Singapore   | Sân vận động trong nhà Singapore                       |
| 2018                     | Wanna One World Tour - 'One: The World'       | 15 tháng 7  | Jakarta              | Indonesia   | Trung tâm hội nghị và triển lãm Indonesia              |
| 2018                     | Wanna One World Tour - 'One: The World'       | 21 tháng 7  | Kuala Lumpur         | Malaysia    | Axiata Arena                                           |
| 2018                     | Wanna One World Tour - 'One: The World'       | 28 tháng 7  | Hồng Kông            | Trung Quốc  | AsiaWorld–Expo                                         |
| 2018                     | Wanna One World Tour - 'One: The World'       | 29 tháng 7  | Hồng Kông            | Trung Quốc  | AsiaWorld–Expo                                         |
| 2018                     | Wanna One World Tour - 'One: The World'       | 4 tháng 8   | Băng Cốc             | Thái Lan    | Impact Arena                                           |
| 2018                     | Wanna One World Tour - 'One: The World'       | 5 tháng 8   | Băng Cốc             | Thái Lan    | Impact Arena                                           |
| 2018                     | Wanna One World Tour - 'One: The World'       | 17 tháng 8  | Melbourne            | Úc          | Hisense Arena                                          |
| 2018                     | Wanna One World Tour - 'One: The World'       | 25 tháng 8  | Đào Viên             | Đài Loan    | Nhà thi đấu đa năng Đại học Thể thao Quốc gia Đài Loan |
| 2018                     | Wanna One World Tour - 'One: The World'       | 26 tháng 8  | Đào Viên             | Đài Loan    | Nhà thi đấu đa năng Đại học Thể thao Quốc gia Đài Loan |
| 2018                     | Wanna One World Tour - 'One: The World'       | 1 tháng 9   | Manila               | Philippines | Mall of Asia Arena                                     |
| 2019                     | Wanna One Concert - 'Therefore'               | 24 tháng 1  | Seoul                | Hàn Quốc    | Gocheok Sky Dome                                       |
| 2019                     | Wanna One Concert - 'Therefore'               | 25 tháng 1  | Seoul                | Hàn Quốc    | Gocheok Sky Dome                                       |
| 2019                     | Wanna One Concert - 'Therefore'               | 26 tháng 1  | Seoul                | Hàn Quốc    | Gocheok Sky Dome                                       |
| 2019                     | Wanna One Concert - 'Therefore'               | 27 tháng 1  | Seoul                | Hàn Quốc    | Gocheok Sky Dome                                       |
| Nghệ sĩ solo             |                                               |             |                      |             |                                                        |
| 2019                     | Kim JaeHwan 1st solo concert <ILLUSION, 煥想> | 14 tháng 12 | Seoul                | Hàn Quốc    | Jamsil Arena                                           |
| 2019                     | Kim JaeHwan 1st solo concert <ILLUSION, 煥想> | 15 tháng 12 | Seoul                | Hàn Quốc    | Jamsil Arena                                           |
| 2020                     | Kim JaeHwan 1st solo concert <ILLUSION, 煥想> | 1 tháng 2   | Busan                | Hàn Quốc    | BEXCO                                                  |
| 2020                     | Kim JaeHwan 1st solo concert <ILLUSION, 煥想> | 18 tháng 4  | Băng Cốc             | Thái Lan    | BCC HALL CENTRAL LADPRAO.                              |

### Các concert khác
| Năm                      | Tên                                             | Ngày        | Thành phố   | Quốc gia  | Địa điểm                                     |
| Trước khi ra mắt         |                                                 |             |             |           |                                              |
| 2017                     | Produce 101 Season 2 FINALE CONCERT             | 1 tháng 7   | Seoul       | Hàn Quốc  | Olympic Park Olympic Hall                    |
| 2017                     | Produce 101 Season 2 FINALE CONCERT             | 2 tháng 7   | Seoul       | Hàn Quốc  | Olympic Park Olympic Hall                    |
| Thành viên của Wanna One |                                                 |             |             |           |                                              |
| 2017                     | KCON 2017 LOS ANGELES                           | 20 tháng 8  | Los Angeles | Hoa Kỳ    | Trung tâm Staples                            |
| 2017                     | 2017 Incheon International Airport Sky Festival | 3 tháng 9   | Incheon     | Hàn Quốc  | Quảng trường cỏ sân bay quốc tế Incheon      |
| 2017                     | Incheon K-pop Concert 2017                      | 9 tháng 9   | Incheon     | Hàn Quốc  | Sân vận động Incheon Munhak                  |
| 2017                     | KCON 2017 AUSTRALIA                             | 23 tháng 9  | Sydney      | Úc        | Qudos Bank Arena                             |
| 2017                     | 2017 Gangnam Festival K-pop Concert             | 29 tháng 9  | Seoul       | Hàn Quốc  | COEX Yeongdongdae-ro                         |
| 2017                     | 2017 Korea Music Festival                       | 30 tháng 9  | Seoul       | Hàn Quốc  | Gocheok Sky Dome                             |
| 2017                     | 2017 Fever Festival                             | 30 tháng 9  | Seoul       | Hàn Quốc  | Seoul Plaza                                  |
| 2017                     | 2017 Busan One Asia Festival                    | 22 tháng 10 | Busan       | Hàn Quốc  | Sân vận động chính Asiad Busan               |
| 2017                     | 2017 The Seoul Awards                           | 27 tháng 10 | Seoul       | Hàn Quốc  | Hội trường Hòa bình Trường Đại học Kyung Hee |
| 2017                     | 2017 Dream Concert in Pyeongchang               | 5 tháng 11  | Pyeongchang | Hàn Quốc  | Sân vận động Olympic Pyeongchang             |
| 2018                     | Music Bank in Chile                             | 23 tháng 3  | Santiago    | Chile     | Movistar Arena                               |
| 2018                     | KCON 2018 JAPAN                                 | 13 tháng 4  | Chiba       | Nhật Bản  | Makuhari Messe                               |
| 2018                     | 2018 Seowon Valley Green Concert                | 27 tháng 5  | Gyeonggi    | Hàn Quốc  | Seowon Valley Golf Course                    |
| 2018                     | KCON 2018 NEW YORK                              | 24 tháng 6  | Newark      | Hoa Kỳ    | Trung tâm Prudential                         |
| 2018                     | M COUNTDOWN in TAIPEI                           | 5 tháng 7   | Đài Bắc     | Đài Loan  | Nhà thi đấu Đài Bắc                          |
| 2018                     | 2018 Ulsan Summer Festival                      | 23 tháng 7  | Ulsan       | Hàn Quốc  | Sân vận động Ulsan                           |
| 2018                     | 2018 Korea Music Festival                       | 1 tháng 8   | Seoul       | Hàn Quốc  | Gocheok Sky Dome                             |
| 2018                     | KCON 2018 LOS ANGELES                           | 11 tháng 8  | Los Angeles | Hoa Kỳ    | Trung tâm Staples                            |
| 2018                     | 2018 DMC Festival Super Concert                 | 5 tháng 9   | Seoul       | Hàn Quốc  | Sangam Culture Square                        |
| 2018                     | 2018 Hallyu Pop Fest                            | 7 tháng 9   | Singapore   | Singapore | Sân vận động trong nhà Singapore             |
| 2018                     | 2018 Hallyu Pop Fest                            | 8 tháng 9   | Singapore   | Singapore | Sân vận động trong nhà Singapore             |
| 2018                     | 2018 Daegu Kpop Festival                        | 9 tháng 9   | Daegu       | Hàn Quốc  | Duryu Baseball Stadium                       |
| 2018                     | KCON 2018 THAILAND                              | 29 tháng 9  | Bangkok     | Thái Lan  | Impact, Muang Thong Thani                    |
| 2018                     | 2018 Asia Song Festival                         | 3 tháng 10  | Busan       | Hàn Quốc  | Sân vận động chính Asiad Busan               |
| 2018                     | 2018 Gangnam Festival                           | 6 tháng 10  | Seoul       | Hàn Quốc  | Youngdongdae Special Stage                   |
| 2018                     | 2018 BBQ Super Concert                          | 14 tháng 10 | Suwon       | Hàn Quốc  | Sân vận động World Cup Suwon                 |
| 2018                     | 2018 Busan One Asia Festival                    | 20 tháng 10 | Busan       | Hàn Quốc  | Sân vận động chính Asiad Busan               |
| 2018                     | 2018 Jeju Hallyu Festival                       | 4 tháng 11  | Jeju        | Hàn Quốc  | Sân vận động World Cup Jeju                  |
| Nghệ sĩ solo             |                                                 |             |             |           |                                              |
| 2019                     | KCON 2019 JAPAN                                 | 17 tháng 5  | Chiba       | Nhật Bản  | Makuhari Messe                               |
| 2019                     | Seoul Park Music Festival 2019                  | 16 tháng 6  | Seoul       | Hàn Quốc  | Công viên Olympic                            |
| 2020                     | Go! K-Pop In Seoul Festa                        | 29 tháng 4  | Seoul       | Hàn Quốc  | Olympic Stadium.                             |

### Fanmeeting
| Năm                      | Tên Fanmeeting                            | Ngày        | Thành phố    | Quốc gia    | Địa điểm                                           |
| Thành viên của Wanna One |                                           |             |              |             |                                                    |
| 2017                     | Wanna One 1st FAN MEETING IN BANGKOK      | 16 tháng 9  | Băng Cốc     | Thái Lan    | HALL 106, BITEC BANGNA                             |
| 2017                     | Wanna One 1st FAN MEETING IN SINGAPORE    | 22 tháng 9  | Singapore    | Singapore   | ZEPP, BIGBOX SINGAPORE                             |
| 2017                     | Wanna One 1st FAN MEETING IN HONGKONG     | 3 tháng 10  | Hồng Kông    | Trung Quốc  | ASIA WORLD-EXPO HALL                               |
| 2017                     | Wanna One 1st FAN MEETING IN HONGKONG     | 4 tháng 10  | Hồng Kông    | Trung Quốc  | ASIA WORLD-EXPO HALL                               |
| 2017                     | Wanna One 1st FAN MEETING IN TAIPEI       | 6 tháng 10  | Đài Loan     | Đài Loan    | NTU SPORTS CENTER                                  |
| 2017                     | Wanna One 1st FAN MEETING IN TAIPEI       | 7 tháng 10  | Đài Loan     | Đài Loan    | NTU SPORTS CENTER                                  |
| 2017                     | Wanna One 1st FAN MEETING IN MANILA       | 13 tháng 10 | Manila       | Philippines | SMART ARANETA COLISEUM                             |
| 2018                     | Wanna One 1st FAN MEETING IN MACAU        | 14 tháng 1  | Ma Cao       | Trung Quốc  | EVENT CENTER, STUDIO CITY MACAU                    |
| 2018                     | Wanna One 1st FAN MEETING IN KUALA LUMPUR | 19 tháng 1  | Kuala Lumpur | Malaysia    | STADIUM NEGARA                                     |
| 2018                     | Wanna One 1st FAN MEETING IN JAKARTA      | 21 tháng 1  | Jakarta      | Indonesia   | HALL 5, ICE BSD CITY                               |
| Nghệ sĩ solo             |                                           |             |              |             |                                                    |
| 2019                     | Sweet Jjaen Candy Day                     | 14 tháng 3  | Seoul        | Hàn Quốc    | BANPO HANGANG PARK MOONLIGHT SQUARE                |
| 2019                     | KIM JAEHWAN 1st FAN MEETING TOUR 'MIN:D'  | 26 tháng 5  | Seoul        | Hàn Quốc    | Jamsil Arena                                       |
| 2019                     | KIM JAEHWAN 1st FAN MEETING TOUR 'MIN:D'  | 7 tháng 6   | Osaka        | Nhật Bản    | ORIX THEATER                                       |
| 2019                     | KIM JAEHWAN 1st FAN MEETING TOUR 'MIN:D'  | 8 tháng 6   | Tokyo        | Nhật Bản    | OMIYA SONIC CITY HALL                              |
| 2019                     | KIM JAEHWAN 1st FAN MEETING TOUR 'MIN:D'  | 22 tháng 6  | Băng Cốc     | Thái Lan    | INDOOR STADIUM HUAMARK                             |
| 2019                     | KIM JAEHWAN 1st FAN MEETING TOUR 'MIN:D'  | 29 tháng 6  | Jakarta      | Indonesia   | ISTORA SENAYAN                                     |
| 2019                     | KIM JAEHWAN 1st FAN MEETING TOUR 'MIN:D'  | 6 tháng 7   | Singapore    | Singapore   | THE STAR THEATRE - THE STAR PERFORMING ARTS CENTRE |
| 2019                     | KIM JAEHWAN 1st FAN MEETING TOUR 'MIN:D'  | 27 tháng 7  | Kuala Lumpur | Malaysia    | Sân vận động trong nhà Malawati                    |
| 2019                     | KIM JAEHWAN 1st FAN MEETING TOUR 'MIN:D'  | 30 tháng 7  | Hồng Kông    | Trung Quốc  | THE STAR HALL - KITEC                              |

## Giải thưởng và đề cử
| Năm  | Lễ trao giải                     | Giải thưởng                           | Đề cử cho | Kết quả   | Chú thích |
| ---- | -------------------------------- | ------------------------------------- | --------- | --------- | --------- |
| 2019 | 2nd Genie Music Awards           | Nghệ sĩ nam mới xuất sắc              | —         | Đề cử     | [ 23 ]    |
| 2019 | 2nd Genie Music Awards           | Ngôi sao âm nhạc thế hệ mới của Genie | —         | Đoạt giải | [ 23 ]    |
| 2019 | 3rd Soribada Best K-Music Awards | Bonsang                               | —         | Đoạt giải | [ 24 ]    |
| 2019 |                                  |                                       | —         |           |           |
| 2019 |                                  |                                       |           |           |           |
| 2019 |                                  |                                       |           |           |           |
| 2019 |                                  |                                       |           |           |           |
| 2019 |                                  |                                       |           |           |           |
| 2020 | 34th Golden Disc Awards          |                                       |           |           |           |
| 2020 | 34th Golden Disc Awards          |                                       |           |           |           |
| 2020 | 34th Golden Disc Awards          |                                       |           |           |           |
| 2020 | 34th Golden Disc Awards          |                                       |           |           |           |
| 2020 | 29th High1 Seoul Music Awards    | Ballad Award                          | Đoạt giải | [ 25 ]    |           |
| 2020 | 29th High1 Seoul Music Awards    |                                       |           |           |           |
| 2020 | 29th High1 Seoul Music Awards    |                                       |           |           |           |
| 2020 | 29th High1 Seoul Music Awards    |                                       |           |           |           |
| 2020 | 29th High1 Seoul Music Awards    |                                       |           |           |           |

### Chương trình âm nhạc

#### The Show
| Năm  | Ngày       | Bài hát       | Điểm |
| ---- | ---------- | ------------- | ---- |
| 2019 | 28 tháng 5 | "Begin Again" | 9376 |

#### Show Champion
| Năm  | Ngày       | Bài hát       |
| ---- | ---------- | ------------- |
| 2019 | 29 tháng 5 | "Begin Again" |